# ایستگاه برق آبی کولیما
ایستگاه برق آبی کولیما (به لاتین: Kolyma Hydroelectric Station) یک نیروگاه برقابی در روسیه است که در Sinegorye, Yagodninsky District, Magadan Oblast واقع شده‌است.